# Orgue del monestir de La Real
L'Orgue del monestir de La Real és un orgue que es troba dins el monestir de La Real, situat en el barri del Secar de la Real de la ciutat de Palma.

## Història
Els primers documents que parlen d'un orgue en el monestir daten del 7 de maig de 1510. L'abat de La Real i l'orguener Esteve Sanxo varen signar un contracte on aquest darrer es comprometia a construir un orgue nou pel preu de 100 lliures. Aquest orgue, quan es va construir, probablement estava situat davant el cor i estava format per flautes d'estany. Més tard, el 24 de maig de 1544, Gaspar Roig, el qual era un gran mestre organer, va prometre a l'abat del monestir crear un nou orgue abans de la festivitat de Sant Bernat.
No es té constància de l'existència d'altres orgues dins del monestir fins a l'any 1929, ja que, la casa Amézua i Cia de Sant Sebastià es varen encarregar de construir un nou orgue. Se sap que és de l'any 1929 perquè sota la façana d'aquest hi ha una breu inscripció que posa: Anno 1929 Laudate eum in sono tubae Laudate eum in cordis et organo.

## Actualitat
L'orgue està situat al centre de la paret posterior del cor. Actualment, està en molt males condicions, malgrat una recent restauració.

## Descripció de la consola
L'orgue disposa de 2 teclats manuals de 61 notes (C-c'''') i un pedaler de 30 notes (C-f').
| Manual I             | Manual II           |
| -------------------- | ------------------- |
| Violón 16'           | Flauta harmònica 8' |
| Flautat principal 8' | Viola de Gamba 8'   |
| Violón 8'            | Veu celest 8'       |
| Octava 4'            | Fagot i oboè 8'     |
| Octavín 2'           | Veu humana 8'       |
| Trompeta 8'          |                     |
| Trémolo              |                     |

| Pedal             | Combinacions |
| ----------------- | ------------ |
| Contrabaix 16'    | Pedal autom. |
| Contras 8'        | Piano        |
|                   | Mezzoforte   |
| Forte             |              |
| Tutti             |              |
| Combinació lliure |              |
| Transpositor      |              |
| Pedal d'expressió |              |

| Acoblaments         |
| ------------------- |
| Pedal + I           |
| Pedal + II          |
| Reunió de teclats   |
| Octaves agudes II/I |